# Rodolfo Villalobos
Pour les articles homonymes, voir Villalobos.
Villalobos  Alpízar est un nom espagnol. Le premier nom de famille, en général paternel, est Villalobos ; le second, en général maternel, souvent omis, est Alpízar.
Rodolfo Villalobos Alpízar, né le 29 septembre 1992, est un coureur cycliste costaricien.

## Biographie
En 2016, il rejoint la nouvelle équipe Coopenae Extralum, la première équipe continentale costaricienne.
Le 17 février 2016, comme trois autres de ses coéquipiers, il est suspendu provisoirement par l'UCI. Il est contrôlé positif à l'ostarine (un stéroïde qui augmente la masse musculaire et est interdit par l'AMA) sur le Tour du Costa Rica 2015, qu'il a terminé à la sixième place,.

## Palmarès sur route

### Par année
- 2012
  -  Champion du Costa Rica du contre-la-montre
  -  Champion du Costa Rica du contre-la-montre espoirs
- 2013
  - 2e de la Vuelta de la Juventud Costa Rica
- 2014
  -  Champion du Costa Rica du contre-la-montre espoirs
  - 4e étape du Tour du Costa Rica
  - 2e du Tour du Nicaragua
- 2015
  - 2e du championnat du Costa Rica sur route
- 2021
  - 2e étape de la Vuelta a Chiriquí
  - 2e de la Vuelta a Chiriquí
- 2023
  -  Champion du Costa Rica du contre-la-montre par équipes[3]
  - 2e du championnat du Costa Rica du contre-la-montre
- 2024
  - 2e du championnat du Costa Rica du contre-la-montre
  - 2e du championnat du Costa Rica sur route
- 2025
  - 2e du championnat du Costa Rica sur route

### Classements mondiaux
| Année            | 2012 | 2013 | 2014 | 2015 |
| ---------------- | ---- | ---- | ---- | ---- |
| UCI America Tour | 252e |      | 183e | 83e  |

## Palmarès en VTT

### Championnats nationaux
- 2023
  - 2e du championnat du Costa Rica de cross-country marathon
- 2024
  -  Champion du Costa Rica de cross-country marathon[7]